# Вільє-ле-Пре
Вільє́-ле-Пре (фр. Villiers-le-Pré) — колишній муніципалітет у Франції, у регіоні Нормандія, департамент Манш. Населення — 196 осіб (2011).
Муніципалітет був розташований на відстані близько 280 км на захід від Парижа, 105 км на південний захід від Кана, 70 км на південь від Сен-Ло.

## Історія
До 2015 року муніципалітет перебував у складі регіону Нижня Нормандія. Від 1 січня 2016 року належав до нового об'єднаного регіону Нормандія.
1 січня 2017 року Вільє-ле-Пре, Аргуж, Карне, Ла-Круа-Авраншен, Монтанель i Вергонсе було приєднано до муніципалітету Сен-Жам.

## Демографія
Динаміка населення (INSEE ):
Розподіл населення за віком та статтю (2006):
| Стать | Всього | До 15 років | 15-24 | 25-44 | 45-64 | 65-85 | Понад 85 |
| --- | ------ | ----------- | ----- | ----- | ----- | ----- | -------- |
| Чоловіки | 80     | 28          | 0     | 32    | 16    | 4     | 0        |
| Жінки | 96     | 24          | 8     | 32    | 12    | 16    | 4        |
| \| Статево-вікова піраміда \| Статево-вікова піраміда \| Статево-вікова піраміда \| \| ----------------------- \| ----------------------- \| ----------------------- \| \| Чоловіки \| Вік \| Жінки \| \| 0 \| 85 + \| 4 \| \| 0 \| 80-84 \| 4 \| \| 4 \| 75-79 \| 4 \| \| 0 \| 70-74 \| 8 \| \| 0 \| 65-69 \| 0 \| \| 0 \| 60-64 \| 0 \| \| 4 \| 55-59 \| 4 \| \| 8 \| 50-54 \| 4 \| \| 4 \| 45-49 \| 4 \| \| 8 \| 40-44 \| 4 \| \| 8 \| 35-39 \| 8 \| \| 16 \| 30-34 \| 8 \| \| 0 \| 25-29 \| 12 \| \| 0 \| 20-24 \| 0 \| \| 0 \| 15-20 \| 8 \| \| 4 \| 10-14 \| 0 \| \| 8 \| 5-9 \| 4 \| \| 16 \| 0-4 \| 20 \| |        |             |       |       |       |       |          |
| Статево-вікова піраміда |        |             |       |       |       |       |          |
| Чоловіки | Вік    | Жінки       |       |       |       |       |          |
| 0 | 85 +   | 4           |       |       |       |       |          |
| 0 | 80-84  | 4           |       |       |       |       |          |
| 4 | 75-79  | 4           |       |       |       |       |          |
| 0 | 70-74  | 8           |       |       |       |       |          |
| 0 | 65-69  | 0           |       |       |       |       |          |
| 0 | 60-64  | 0           |       |       |       |       |          |
| 4 | 55-59  | 4           |       |       |       |       |          |
| 8 | 50-54  | 4           |       |       |       |       |          |
| 4 | 45-49  | 4           |       |       |       |       |          |
| 8 | 40-44  | 4           |       |       |       |       |          |
| 8 | 35-39  | 8           |       |       |       |       |          |
| 16 | 30-34  | 8           |       |       |       |       |          |
| 0 | 25-29  | 12          |       |       |       |       |          |
| 0 | 20-24  | 0           |       |       |       |       |          |
| 0 | 15-20  | 8           |       |       |       |       |          |
| 4 | 10-14  | 0           |       |       |       |       |          |
| 8 | 5-9    | 4           |       |       |       |       |          |
| 16 | 0-4    | 20          |       |       |       |       |          |

## Економіка
2010 року серед 131 особи працездатного віку (15—64 років) 90 були активними, 41 — неактивною (показник активності 68,7%, у 1999 році було 76,7%). З 90 активних мешканців працювали 83 особи (46 чоловіків та 37 жінок), безробітними було 7 (3 чоловіки та 4 жінки). Серед 41 неактивної 9 осіб було учнями чи студентами, 19 — пенсіонерами, 13 були неактивними з інших причин.

У 2010 році в муніципалітеті числилось 70 оподаткованих домогосподарств, у яких проживали 187,5 особи, медіана доходів виносила 14 760 євро на одного особоспоживача